# Festuca alta
La festuca alta (Festuca arundinacea) és una herba poàcia del gènere festuca nativa d'Europa. És una important planta farratgera i se n'utilitzen nombrosos cultivars. També té ús com a planta ornamental en jardins, en agricultura ecològica i en la fitoremediació.

## Etimologia
- Festuca: és un mot llatí que significa tija o bri de palla, també el nom d'una mala herba entre l'ordi.[3]

- arundinacea: l'epítet deriva del llatí “arundo” canya, és a dir, similar a la canya.[3]

## Noms vernacles
fenal (C), fenàs (C), fenàs d'aigua (C), fenàs de bosc (PV), fenàs de bou (C), festuca (PV), festuca arundinàcia, llistó (C), pèl de cavall (B), ussona (PV).

## Descripció
Hemicriptòfit perenne de 50-150, inclús 180 cm. Els brots són extravaginals, amb catafil·les amb vernació convoluta.
Les fulles dels brots són planes amb la beina oberta, glabra amb aurícules falcades, abraçadores. La superfície de les aurícules és glabra i el marge separadament ciliat. La lígula mesura 1-1,5 mm, és membranàcia i truncada, mai és prominent. La làmina és de 3-10 mm d'amplària, amb el marge escàbrid. Les trabècules d'esclerènquima en els nervis primaris, ponts al revers en els secundaris i nervis terciaris sense esclerènquima. Les cèl·lules bul·liformes a les valls de l'anvers, epidermis de l'anvers amb escassos aculèols.
La inflorescència és una panícula d'uns 10-30 cm, oblonga i oberta. Les espiguetes mesuren 10-16 mm, i són el·líptiques, amb 3-10 flors verdes o variegat violàcies. Les glumes són lanceolades, desiguals i més curtes que el lemma adjacent, la inferior és de 4,5-6,5 mm i la superior de 4,5-5 mm, sempre menor a 2/3 de la longitud del lemma adjacent. La lema té 7-8 mm, és lanceolada i amb l'aresta de 2,5-3 mm. La pàlea és més curta que la lemma, és lanceolada i bidentada. L'àpex de l'ovari és glabre. Floreix d'abril a agost.
El seu sistema radicular és fibrós i potent, aconsegueix una profunditat de 30 a 35 cm.
Al contrari que moltes altres poàcies la festuca alta només es reprodueix per les llavors no pas per estoló ni rizoma.
És un hexaploide: 2n = 6x = 42.

## Hàbitat i distribució
Habita pastures vivaces higròfiles, marges de corrents d'aigua, a la costa marina, en argiles i calcàries. Des dels 300 als 1000 msnm. Prefereix els sòls lleugerament àcids (pH entre 7 i 5,5).
Té una distribució eurosiberiana. El seu cultiu s'ha estés per altres continents com Amèrica i Austràlia. A la península Ibèrica es pot cultivar pràcticament en tot el territori.
Als EUA va ser introduïda a finals del segle xix, però fins a la dècada de 1940 no es va establir com a planta farratgera. S'ha adaptat especialment bé a la zona sud-est. En concret, a Califòrnia la festuca alta ha passat a ser una espècie invasora.

## Associació amb fongs endòfits
La festuca alta pot créixer en la majoria dels tipus de sòls inclosos els marginals, àcids, mal drenats i poc fèrtils i on hi ha estrès per secada i sobrepastura. Aquesta capacitat s'atribueix al resultat de la simbiosi entre la planta i el fong de l'espècie Neotyphodium coenophialum.
Aquest fong viu completament dins les cèl·lules de la part baixa de la festuca alta. El fong té una reproducció asexual i es transmet per les llavors de la festuca alta, el miceli d'aquest fong mor després d'un o dos anys d'estar la llavor emmagatzemada.
Alguns animals com el cavall poden arribar a morir si consumeixen la festuca alta pels seus alcaloides. Especialment és perillós per egües prenyades. La toxicitat, però no tan acusada, també es presenta en el ramat boví especialment en les èpoques de més calor o de més fred.

## Usos

### Agricultura
Estudis han demostrat que una coberta vegetal de festuca alta és una manera eficaç de millorar el control d'aranya roja (Tetranychus urticae), ja que alberga gran quantitat d'àcars fitosèids depredadors, com ara: Phytoseiulus persimilis, Neoseiulus californicus, el generalista Neoseiulus barkeri i el generalista polinòfag Euseius stipulatus. Junt amb aquests també habiten trips amb diversos hàbits alimentaris, però l'espècie que es troba amb major freqüència i al llarg de tot l'any és Anaphothrips obscurus.
Aquest trips actua com a presa alternativa per als fitosèids generalistes, la qual cosa els permet augmentar o mantindre les seues poblacions. A més també afavoreix als fitosèids especialistes en tetraníquids, perquè permet reduir la mortalitat natural de P. persimilis actuant com a presa alternativa quan hi ha escassetat de T. urticae, promou el creixement poblacional de N. californicus actuant com a presa complementària i, finalment, reduir la pressió intragremial que exerceixen sobre aquests els depredadors generalistes que ara tenen major disponibilitat de preses.

### Jardineria
La festuca alta proporciona una gespa poc densa però molt resistent, amb poques necessitats de manteniment, elevada resistència al calcigament i gran capacitat d'adaptació a condicions adverses. Normalment es combina amb margall perenne i Poa pratensis o amb gram, és a dir, que no es planta a soles.
El seu potent sistema radicular li permet ser una espècie molt resistent a l'aridesa, requerint aportacions d'aigua molt inferiors a altres espècies. A més de tindre una bona resistència tant al fred com a la calor i tolerar certs nivells d'ombra. Per això és un component fonamental en les gespes rústiques de zones de l'interior i costa mediterrània, ja que manté un bon aspecte durant tot l'any. Ideal per a talussos per a controlar l'erosió. Permet la hidrosembra.
També és molt utilitzada per a zones de roughs de camps de golf (zones d'herba alta sense segar que envolta els carrers, els greens i els tees), i fins i tot algunes varietats adequades també per a carrers, i per a jardins i camps esportius amb baix manteniment. Les noves varietats nanes han estés el seu ús als camps esportius.
No suporta talls baixos, mantindre-la a 5-6 cm, tanmateix suporta tant els sòls secs com els sòls entollats. Aquesta característica d'aguantar en sòls que s'entollen és molt interessant. La seua resistència a la salinitat (sòls salins i aigües de reg salines) és mitjana. Encara que hi ha altres espècies que resisteixen més, com ara el gram.
Es reprodueix vegetativament per mitjà dels fillols.

## Malalties i insectes associats
Hi ha 14 espècies de fongs patògens identificats per a aquesta espècie:
| Fong                         | Part afectada         | Freqüència | Signe  |
| Claviceps purpurea           | Ovaris                |            | Rovell |
| Hendersonia culmicola        | Tiges mortes          |            |        |
| Leptosphaeria eustoma        |                       | Molt comú  |        |
| Leptosphaeria nigrans        | Tiges i fulles mortes | Comú       |        |
| Leptosphaeria nodorum        | Tiges mortes          |            |        |
| Lophodermium arundinaceum    | Tiges i fulles mortes |            |        |
| Massariosphaeria rubelloides | Tiges mortes          |            |        |
| Periconia hispidula          | Fulles mortes         | Comú       |        |
| Phaeosphaeria vagans         | Tiges mortes          | Comú       |        |
| Puccinia coronata            | Fulles                |            | Rovell |
| Puccinia graminis            | Fulles                | Ocasional  | Rovell |
| Spermospora lolii            | Fulles                |            | Taques |
| Tubeufia helicomyces         | Tiges mortes          |            |        |
| Urocystis agropyri           |                       |            |        |

Hi ha 15 espècies d'insectes fitòfags d'aquesta espècie:
| Insecte                                 | Part atacada   | Nº d'hostes | Classe d'hoste |
| Aceria cornuta                          | -              |             | -              |
| Cedestis subfasciella                   | -              |             | -              |
| Chortodes morrisii                      | Tiges          |             | -              |
| Chromatomyia nigra                      | Fulles         | Oligòfag    | -              |
| Cosmiotes stabilella                    | Fulles         | Oligòfag    | -              |
| Elachista bisulcella                    | Fulles         | Oligòfag    | Secundari      |
| Eriophyes tenuis                        | Fulles         |             | -              |
| Glyphipterix simpliciella               | Fruits/llavors | Oligòfag    | -              |
| Mesapamea secalis                       | Flors, tiges   |             | -              |
| Mesolegia furuncula                     | Tiges          |             | -              |
| Metopolophium festucae subsp. cerealium | -              |             | -              |
| Mythimna l-album                        | -              |             | -              |
| Phytomyza nigra                         | Fulles         |             | -              |
| Rivula sericealis                       | Fulles         |             | -              |
| Sitobion avenae                         | Brots, flors   |             | -              |

## Galeria

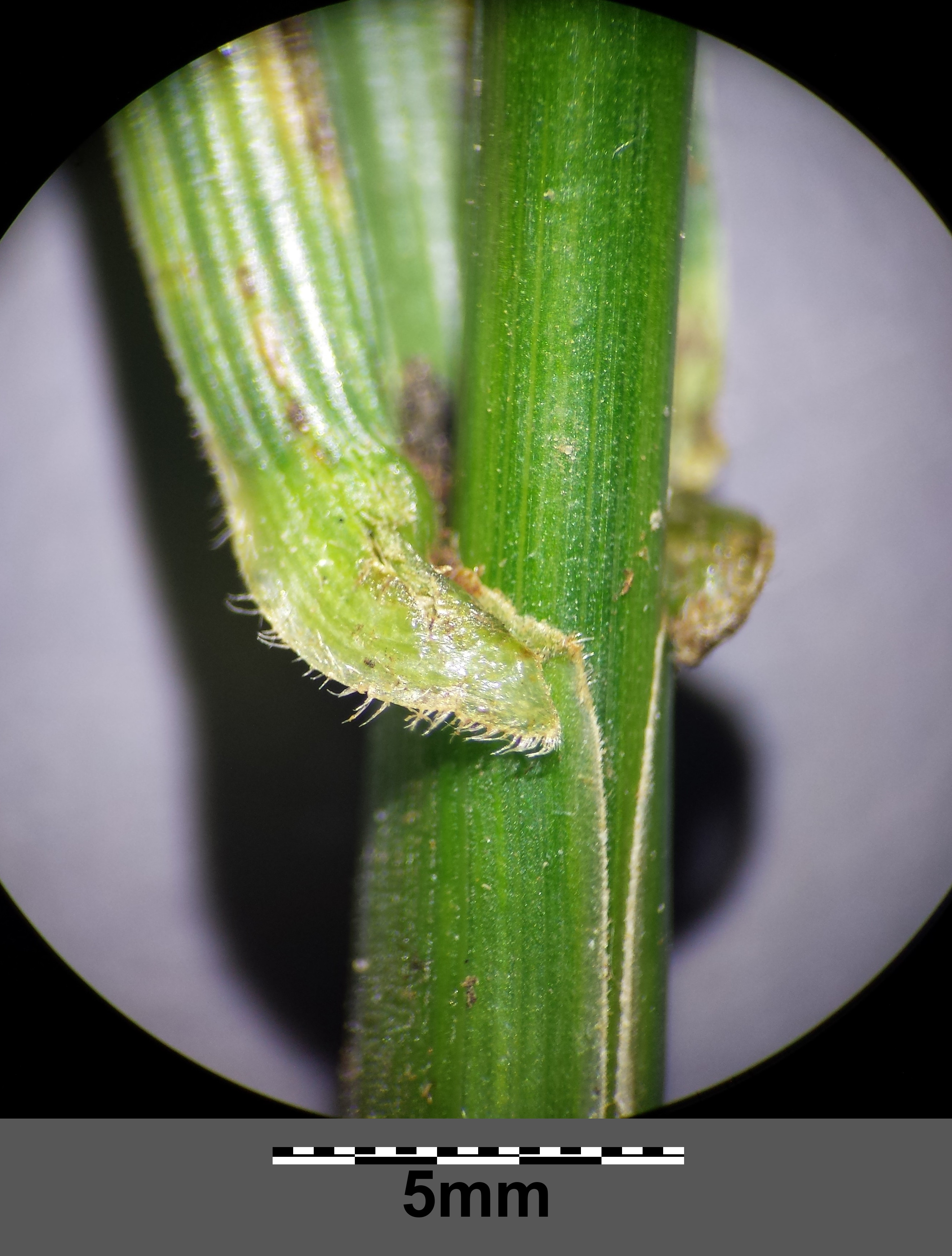
Tija amb beina foliar i aurícules ciliades
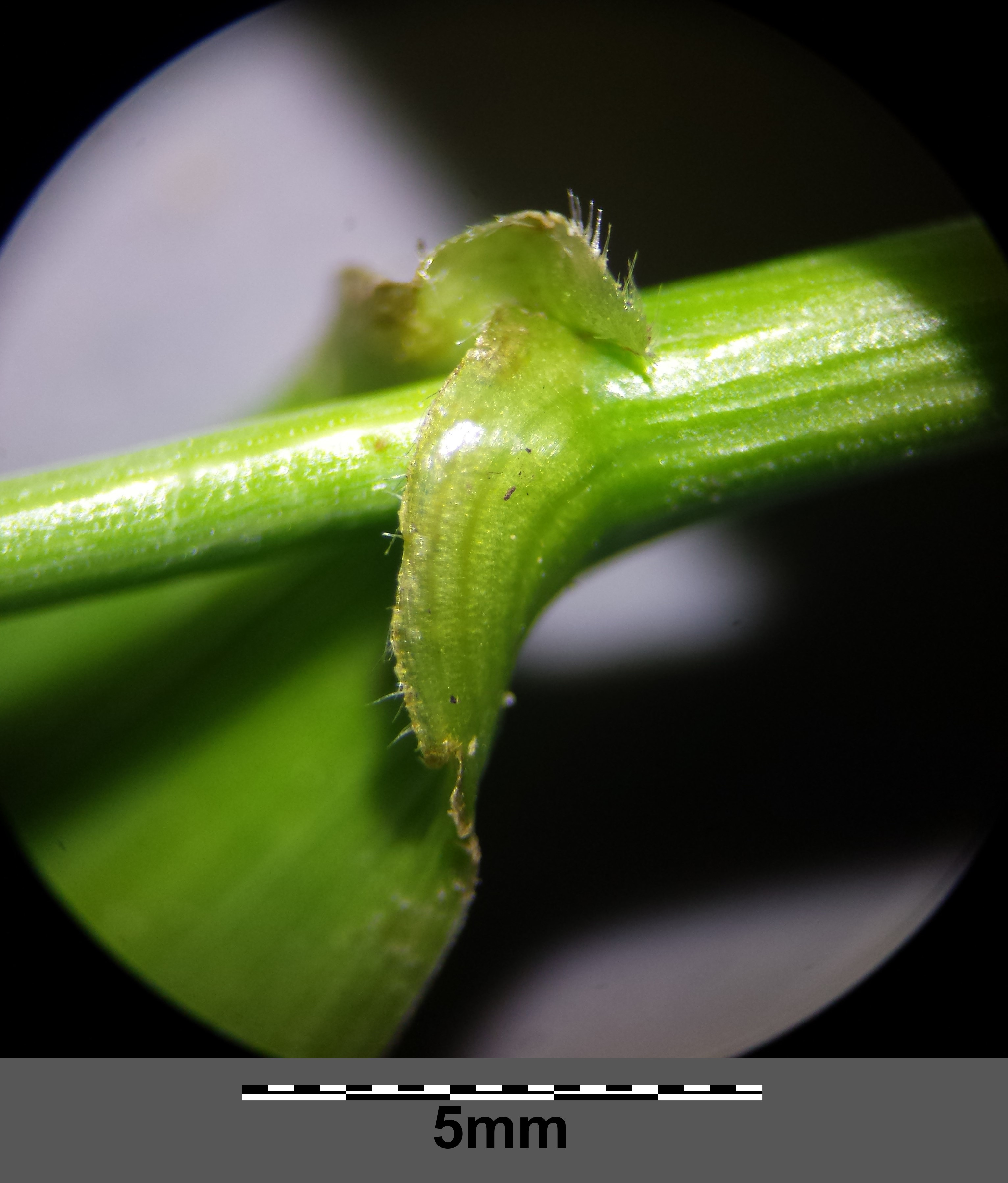
Detall de la tija amb beina foliar i aurícules ciliades
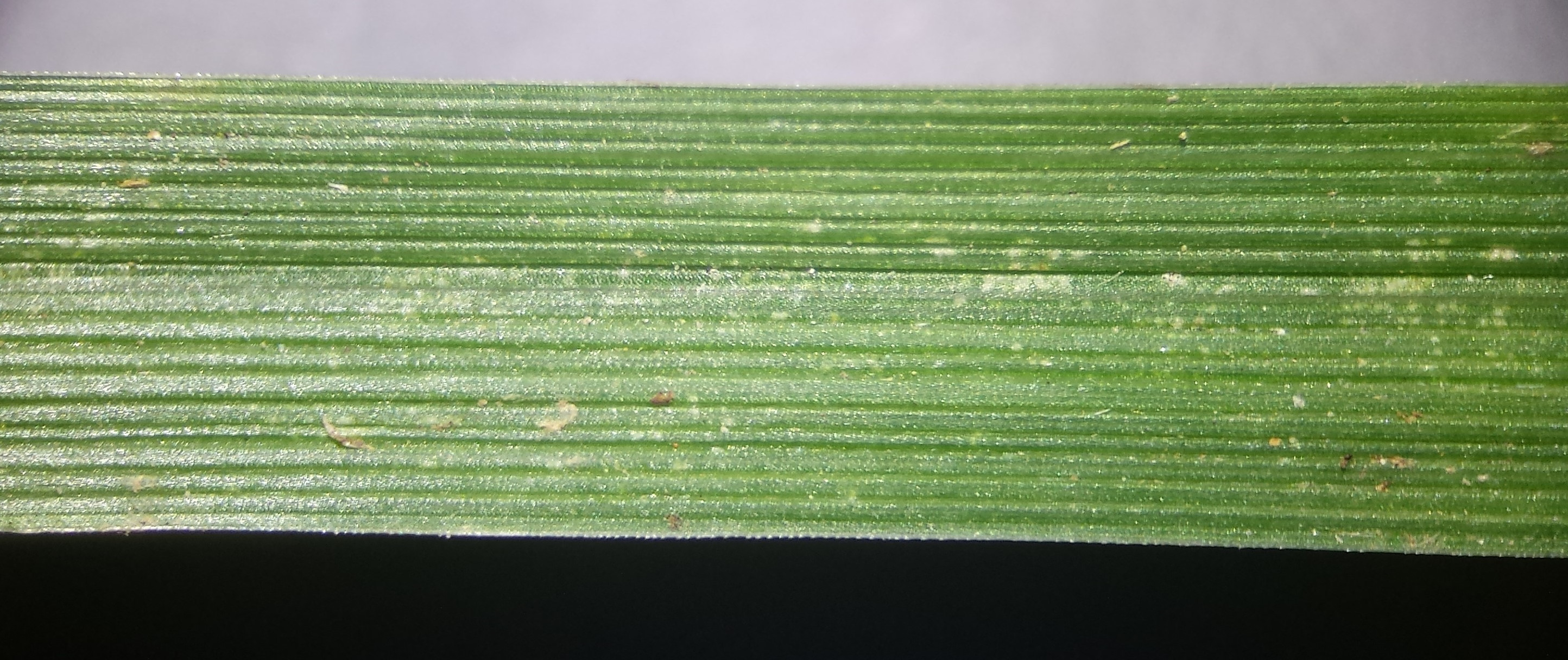
Anvers de la fulla amb nervis diferents
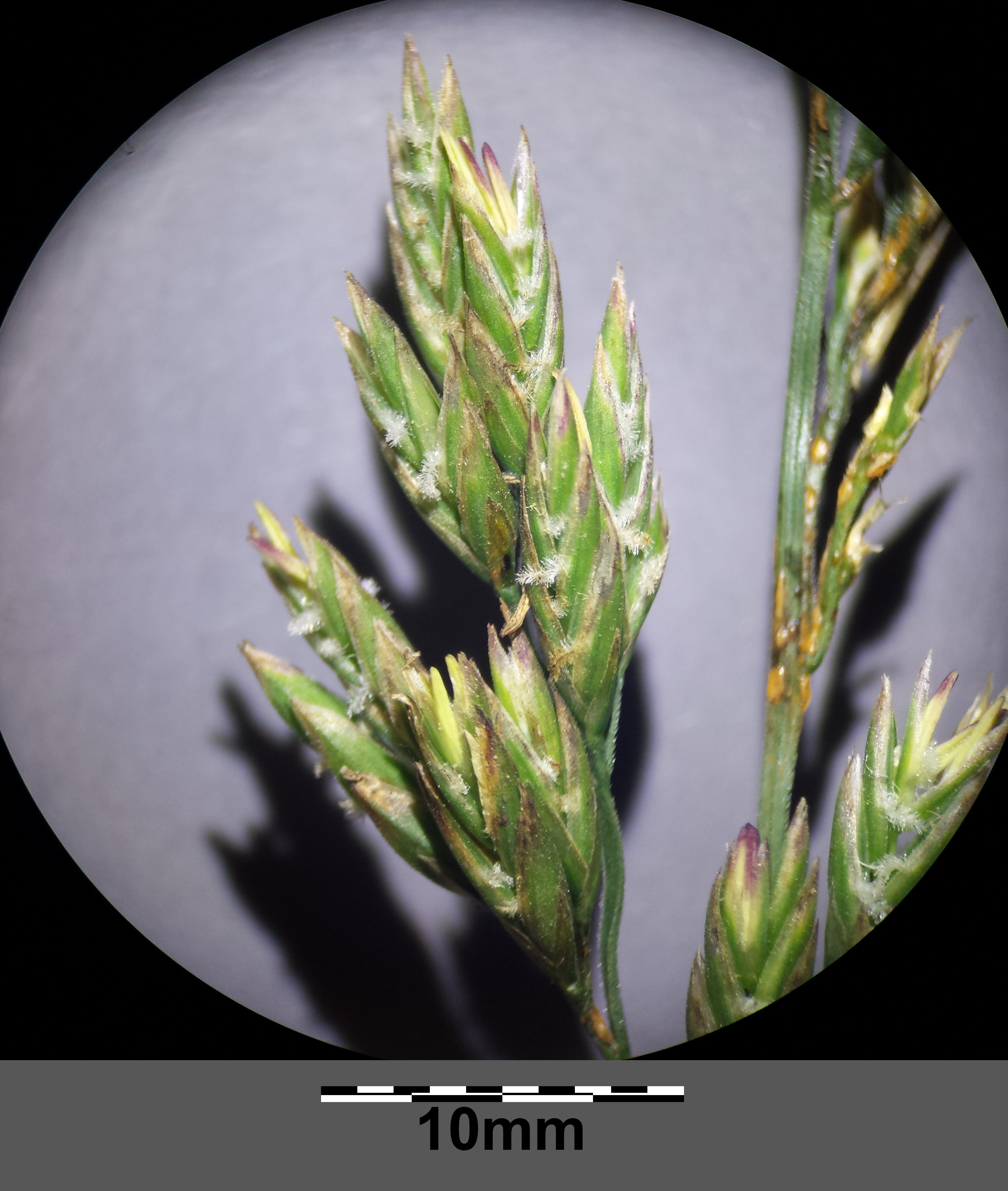
Panícula
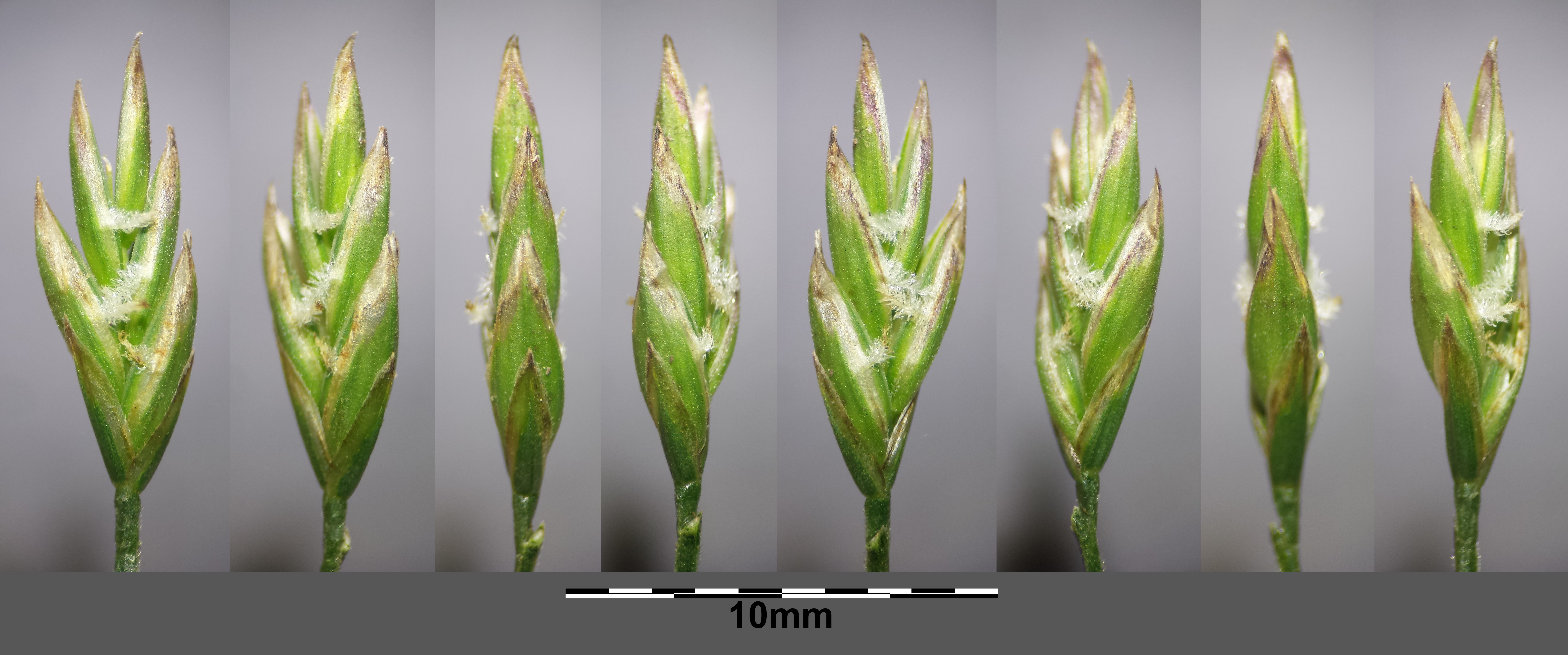
Espigueta
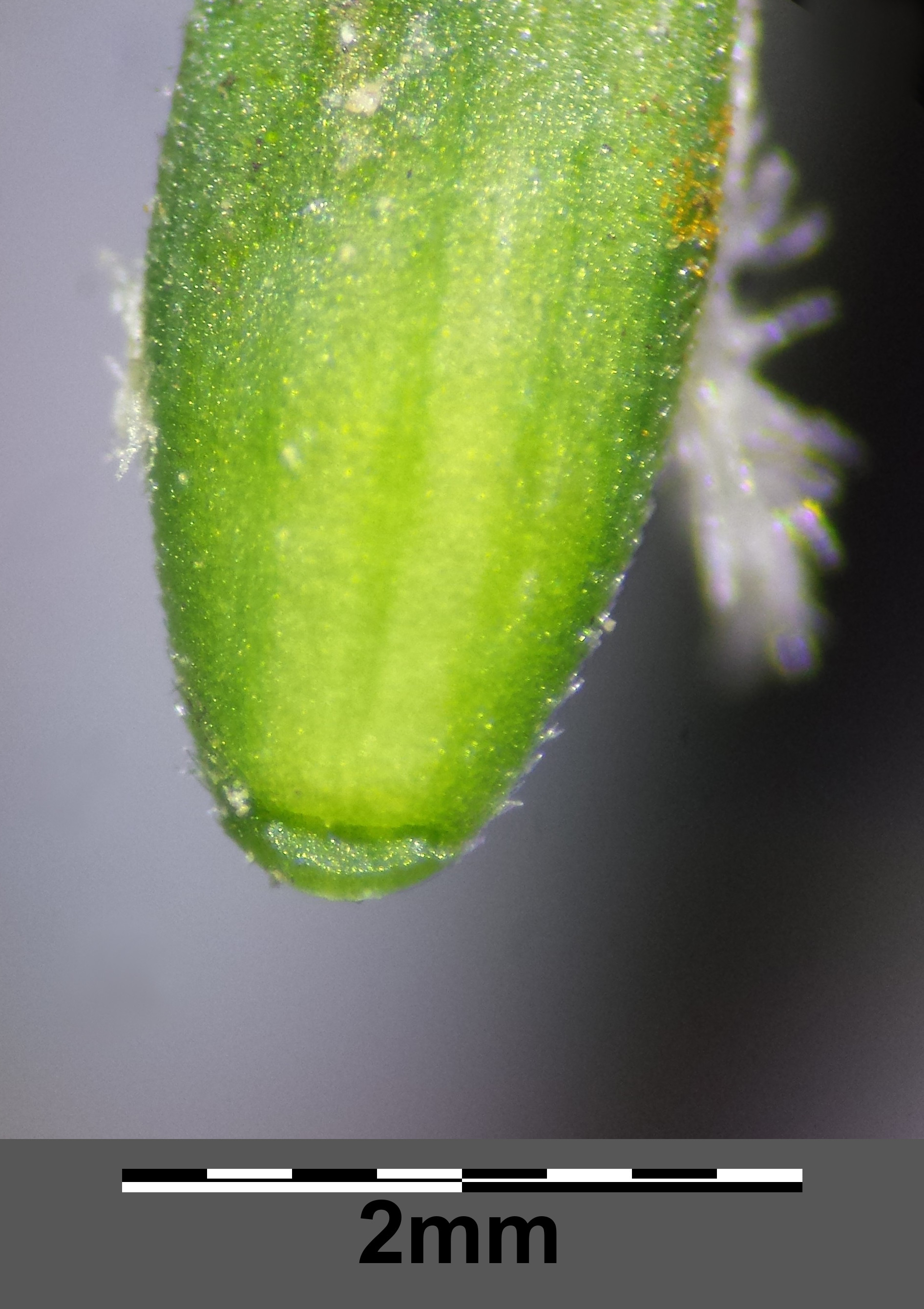
Nervació linear
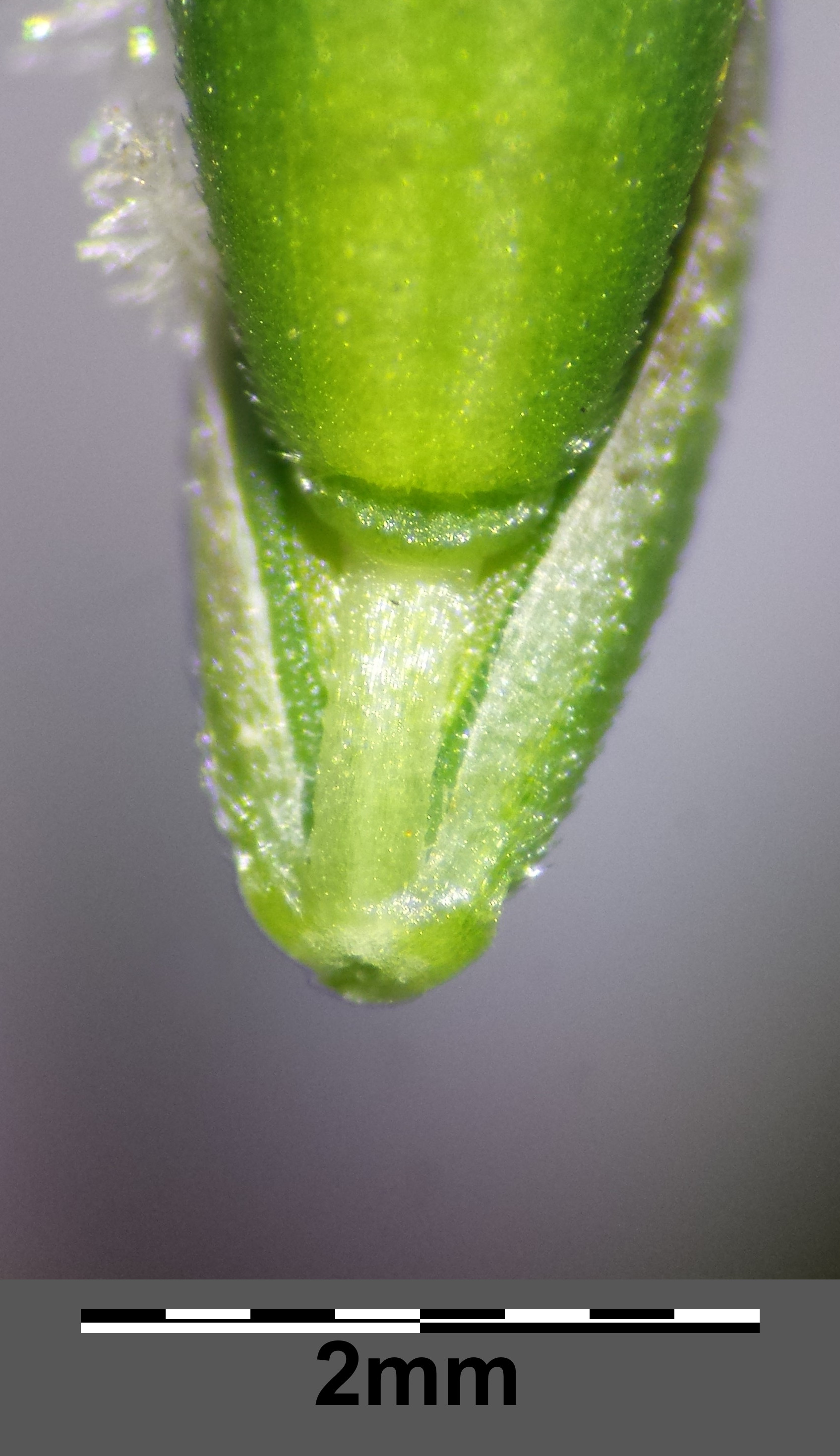
Nervació linear de la lemma